# جزيرة أشك
جزيرة أشك هي جزيرة تقع جنوب جزيرة كبودان بإيران، وتبعد عنها مسافة 40 كم وتبلغ مساحة الجزيرة 21.15 كم مربع (2115 هكتار)، وترتفع عن مستوى سطح البحر حوالي 2115م. يوجد في الجزيرة عين ماء عذبة، وهي تشبه لحد ما جزيرة كبودان من حين الغطاء النباتي والطيور المهاجرة، حيث توجد طيور الفلامينغو أيضاً بالإضافة إلى الوعل الإيراني.

## وصلات خارجية
- موقع باللغة الإيرانية عن جزيرة أشك.